# Voortgezette Gereformeerde Kerken in Nederland

Herkomst van verschillende gereformeerde kerken

De voortgezette Gereformeerde Kerken in Nederland (vGKN) is een Nederlands kerkverband, dat werd opgericht op 8 mei 2004. Sinds 2021 bestaat de vGKN uit vijf gemeenten met de bijbehorende kerken. Per 1 januari 2019 telde het kerkverband 2001 leden. Het kerkverband telt zeven (emeritus) predikanten. De voorzitter van de vGKN is ds. Kersten Bijleveld.

## Reden van oprichting
Toen de Gereformeerde Kerken in Nederland per 1 mei 2004 opgingen in de Protestantse Kerk in Nederland (PKN) kon een zevental plaatselijke gemeenten zich niet vinden in de nieuwe kerkorde. Hun belangrijkste bezwaren waren de pluraliteit, het naast elkaar bestaan van verschillende interpretaties van het christelijk geloof, en het feit dat plaatselijke gereformeerde kerken in de PKN vanaf 1 mei 2014, tien jaar na de oprichting, het recht gingen verliezen om met behoud van geld en goederen uit het kerkverband te stappen.
Deze gemeenten richtten op 8 mei 2004 te Garderen de voortgezette Gereformeerde Kerken in Nederland op.

## Aangesloten gemeenten
De zeven bij dit kerkverband aangesloten kerken waren oorspronkelijk:
- Boornbergum - Kortehemmen
- Den Bommel
- Frieschepalen - Siegerswoude
- Garderen
- Haarlem-Centrum (Wilhelminakerk)
- Harkema
- Noordwolde

De gereformeerde kerk van Den Bommel is per 1 januari 2005 alsnog overgestapt naar de PKN. De kerkgemeente van Haarlem-Centrum heeft zich in oktober 2005 aangesloten bij de Nederlands Gereformeerde Kerken.
In Noordwijk was vanaf 6 november 2005 ook een tot dit kerkgenootschap behorende gemeente in oprichting. De instituering van deze gemeente vond plaats op 22 november 2007 waarmee zij officieel een plaatselijke gemeente van de vGKN werd. Per 7 mei 2006 is er in Drachtstercompagnie een nieuwe vGKN-kerk ontstaan. Hun diensten houden zij in Boelenslaan, in het zogenaamde 'witte kerkje'.
Op 26 februari 2012 is de voortgezette Gereformeerde Kerk Assen en omstreken officieel geïnstitueerd.
Op 9 november 2015 maakte de woordvoerder van de vGKN bekend dat de kerk van Garderen per 1 januari 2016 het kerkgenootschap ging verlaten. Deze kerk maakt sinds juni 2017 deel uit van de PKN.
De gemeente van Harkema heeft de vGKN op 1 januari 2020 verlaten om zich aan te sluiten bij de Vrije Evangelische Gemeenten. De 800 leden tellende gemeente was tot die datum de grootste van het kerkverband.
De gemeente Noordwijk is per eind 2020 opgeheven.
Per 1 januari 2021 bestaat het kerkverband uit de volgende gemeenten: 
- Assen e.o.
- Boelenslaan-Drachtstercompagnie
- Boornbergum-Kortehemmen,
- Frieschepalen-Siegerswoude
- Noordwolde